# Phaenocarpa uzonica
Phaenocarpa uzonica är en stekelart som beskrevs av Sergey A. Belokobylskij 1998. Phaenocarpa uzonica ingår i släktet Phaenocarpa och familjen bracksteklar. Inga underarter finns listade i Catalogue of Life.